# Campeonato de Europa de patinaje de velocidad en línea 2018
El Campeonato de Europa de patinaje de velocidad en línea de 2018 tuvo lugar del 16 al 23 de agosto de 2018 en Ostende, Bélgica. Fue la tercera ocasión en la que Bélgica organizó el campeonato, tras la edición de 1999 y 2009.
Los participantes más exitosos fueron Sandrine Tas de Bélgica para mujeres con siete medallas de oro y Daniel Niero de Italia para hombres con cuatro medallas de oro.

## Mujeres
| Distancia                   | Oro                                                                   | Plata                                                                   | Bronce                                                       |
| Pista                       | Pista                                                                 | Pista                                                                   | Pista                                                        |
| --------------------------- | --------------------------------------------------------------------- | ----------------------------------------------------------------------- | ------------------------------------------------------------ |
| 200 m Sprint                | Sandrine Tas                                                          | Stien Vanhoutte                                                         | Giorgia Bormida                                              |
| 500 m Sprint                | Sandrine Tas                                                          | Laethisia Schimek                                                       | Anke Vos                                                     |
| 1.000 m Sprint              | Sandrine Tas                                                          | Francesca Lollobrigida                                                  | Marine Lefeuvre                                              |
| 10.000 m Puntos/Eliminación | Francesca Lollobrigida                                                | Luisa Woolaway                                                          | Marine Lefeuvre                                              |
| 15.000 m Eliminación        | Francesca Lollobrigida                                                | Sandrine Tas                                                            | Mareike Thum                                                 |
| 500 m Sprint por equipos    | Italia · Giorgia Bormida · Francesca Lollobrigida · Benedetta Rossini | Bélgica · Sandrine Tas · Anke Vos                                       | España · Sheyla Posada · Maite Ancín · Maialen Oñate         |
| 3.000 m Relevos             | Bélgica · Sandrine Tas · Anke Vos · Stien Vanhoutte                   | Italia · Giorgia Bormida · Francesca Lollobrigida · Giulia Lollobrigida | Alemania · Mareike Thum · Jenny Peissker · Laethisia Schimek |
| Ruta                        |                                                                       |                                                                         |                                                              |
| 100 m Sprint                | Sandrine Tas                                                          | Benedetta Rossini                                                       | Stien Vanhoutte                                              |
| 1 Vuelta                    | Sandrine Tas                                                          | Francesca Lollobrigida                                                  | Laethisia Schimek                                            |
| 10.000 m Puntos             | Sandrine Tas                                                          | Francesca Lollobrigida                                                  | Maite Ancín                                                  |
| 20.000 m Eliminación        | Francesca Lollobrigida                                                | Mareike Thum                                                            | Maite Ancín                                                  |
| Larga distancia             |                                                                       |                                                                         |                                                              |
| 42.195 m Marathon           | Chloe Geoffroy                                                        | Laura Lorenzato                                                         | Maite Ancín                                                  |

## Hombres
| Distancia                   | Oro                                                         | Plata                                             | Bronce                                                     |
| Pista                       | Pista                                                       | Pista                                             | Pista                                                      |
| --------------------------- | ----------------------------------------------------------- | ------------------------------------------------- | ---------------------------------------------------------- |
| 200 m Sprint                | Simon Albrecht                                              | Ioseba Fernández                                  | Mathias Vosté                                              |
| 500 m Sprint                | Simon Albrecht                                              | Michel Mulder                                     | Mathias Vosté                                              |
| 1.000 m Sprint              | Mathias Vosté                                               | Diogo Marreiros                                   | Quentin Giraudeau                                          |
| 10.000 m Puntos/Eliminación | Daniel Niero                                                | Diogo Marreiros                                   | Patxi Peula                                                |
| 15.000 m Eliminación        | Daniel Niero                                                | Diogo Marreiros                                   | Ruud Dijkstra                                              |
| 500 m Sprint por equipos    | España · Ioseba Fernández · Patxi Peula                     | Países Bajos · Ronald Mulder · Michel Mulder      | Bélgica · Indra Médard · Mathias Vosté                     |
| 3.000 m Relevos             | Italia · Daniel Niero · Duccio Marsili · Daniele Di Stefano | Portugal Miguel Bravo David Pedro Diogo Marreiros | Países Bajos · Luc Ter Haar · Ronald Mulder · Kay Schipper |
| Ruta                        |                                                             |                                                   |                                                            |
| 100 m Sprint                | Ioseba Fernández                                            | Michel Mulder                                     | Ron Pucklitzsch                                            |
| 1 Vuelta                    | Ioseba Fernéndez                                            | Ronald Mulder                                     | Michel Mulder                                              |
| 10.000 m Puntos             | Daniel Niero                                                | Patxi Peula                                       | Crispijn Ariens                                            |
| 20.000 m Eliminación        | Patxi Peula                                                 | Daniel Niero                                      | Felix Rijhnen                                              |
| Larga distancia             |                                                             |                                                   |                                                            |
| 42.195 m Marathon           | Bart Swings                                                 | Patxi Peula                                       | Crispijn Ariens                                            |

## Medallero
| Platz | País         | Oro | Plata | Bronce | Total |
| ----- | ------------ | --- | ----- | ------ | ----- |
| 1.    | Bélgica      | 9   | 3     | 5      | 17    |
| 2.    | Italia       | 8   | 8     | 1      | 17    |
| 3.    | España       | 4   | 3     | 4      | 11    |
| 4.    | Alemania     | 2   | 2     | 5      | 9     |
| 5.    | Francia      | 1   | 1     | 3      | 5     |
| 6.    | Países Bajos | 0   | 4     | 5      | 9     |
| 7.    | Portugal     | 0   | 3     | 1      | 2     |